# Рамбер (танцевальная компания)
«Рамбе́р» (англ. Rambert) — национальная компания современного танца, старейшая из ныне существующих танцевальных трупп Великобритании. Основана в 1926 году педагогом и хореографом Мари Рамбер на базе её танцевальной школы-студии. Единственная танцевальная компания Великобритании (и, пожалуй, мира), имеющая в своём распоряжении собственный оркестр.
Первоначально труппа носила название «Балетный клуб» (Rambert’s Ballet Club), в 1935 году стала называться «Балетом Рамбер» (Ballet Rambert). В 1987 году, когда в её репертуаре уже не было классической хореографии, она сменила своё название и стала выступать как «Танцевальная компания Рамбер» (Rambert Dance Company). В 2013 году сократила своё имя до лаконичного «Рамбер».

## История
В начале 1920-х годов в Великобритании не было ни одной постоянной балетной труппы. В то же время различные балетные студии, возникшие на волне интереса к хореографии благодаря выступлениям Анны Павловой и гастролям «Русского балета» Сергея Дягилева, организовывали собственные представления, а школы нередко открывались с намерением затем организовать и труппу.
Желая выступать на сцене, ученики студии Рамбер также начали готовить различные небольшие постановки для благотворительных вечеров и различных ревю — так образовалась небольшая группа танцовщиков под названием «Балетный клуб». Первым полноценным спектаклем Клуба стал балетмейстерский дебют Фредерика Аштона «Трагедия моды» (A Tragedy of Fashion, 1926). Этот балет, показанный в составе программы-ревю на сцене Лирического театра, считается первым английским национальным балетом.
В 1928 году дирижёром труппы стал композитор Констант Ламберт. 
Представления давались под аккомпанемент фортепиано, сначала на различных сценах Вест-Энда и лондонских пригородов, затем — регулярно по воскресеньям на сцене театра «Меркурий», принадлежавшего мужу Мари, драматургу Эшли Дюксу — он выкупил старинное здание 1851 года постройки в районе ворот Нотинг-Хилл и к 1933 году перестроил его под нужды театра; название отсылало к подвижной природе Мари (англ. mercury — «ртуть»).
Рамбер не боялась давать своим ученикам сложные партии, также они выступали не под русскоязычными псевдонимами, как тогда было принято, а под своими собственными именами:21. Среди её солистов были Фредерик Аштон, Гарольд Тёрнер, Уильям Чеппел, Пёрл Аргайл. Аштон утверждал, у Рамбер все были красавицами, тогда как артисты её конкурентки, Нинет де Валуа, по выражению Лидии Лопуховой, были «гадкими утятами»:21.
В 1929 году, после смерти Дягилева, к труппе Рамбер присоединились некоторые танцовщики Русского балета, в том числе, Антон Долин и Алисия Маркова, лондонский дебют которой состоялся в Балетном клубе по приглашению Аштона.
Рамбер умела вдохновлять, но у неё были сложности с планированием и организацией. Хотя танцовщики едва умещались на крошечной сцене «Меркурия», она не стремилась к изысканию  других возможностей. Аштон, по его словам, умолял её стать более активной в мире профессионального театра:21. В конце концов, в 1930-х часть артистов Балетного клуба (некоторые из которых были одновременно и хореографами и художниками) перешла в труппу под руководством де Валуа «Балет Вик-Уэллс», предлагавшую лучшие условия для работы, а с 1931 года — и постоянную зарплату. В то же время многие из них продолжали параллельно выступать на других сценах, в том числе, и в «Меркурии» у Рамбер.
В 1934 году Мари пригласила свою конкурентку, Нинет де Валуа, поставить балет для своей труппы — «Бар в Фоли-Бержер». В 1935 году к ней вернулся Энтони Тюдор, ушедший к де Валуа в 1932 году в надежде найти там более широкое поле для применения своих талантов и уставший от ожидания. Для Балета Рамбер он поставил одни из лучших своих работ — «Сиреневый сад» (1936) и «Тёмные элегии» (1937). В довоенные годы у Рамбер также ставили её ученицы Андре Ховард и Агнес де Милль.
В 1945 году труппе Нинет де Валуа было предложено оставить частную сцену Лилиан Бейлис и в качестве Национального балета переехать в театр «Ковент-Гарден». Рамбер надеялась занять освободившуюся сцену театра «Сэдлерс-Уэллс», однако де Валуа, связанная с Бейлис контрактом касательно танцев в операх и опасаясь потерять удобную сцену в случае неудачи с «Ковент-Гарден», не дала Рамбер этого сделать: покидая «Сэдлерс-Уэллс», она организовала там вторую компанию под предлогом того, что она станет плацдармом для молодых хореографов:85.
В 1960-е годы труппа Рамбер, до этого ориентировавшаяся на классический репертуар, переориентировалась на современный танец. В 1966 году Мари предложила руководство компанией своему ученику, танцовщику труппы Норману Моррису, который начал работать как хореограф в конце 1950-х (позднее Моррис стал директором Королевского балета, хотя практически не имел общей истории с де Валуа и этой труппой). Моррис, окончательно оформив поворот компании к танцу модерн, пригласил к сотрудничеству хореографов-авангардистов, в том числе Глена Тетли.
В 1987 году труппа переехала из «Меркурия» в новое здание, с этого момента стала называться «Танцевальная компания Рамбер» (Rambert Dance Company).
В 1994 году из-за финансовых проблем труппа едва не была распущена, однако продолжила своё существование под художественным руководством ученика Рамбер, хореографа Кристофера Брюса. Возглавив труппу, Брюс смог упрочить её финансовое положение, а также увеличил количество танцовщиков с 15 до 25.
В 1996 году, в честь своего 70-летнего юбилея, труппа гастролировала в России и в США, выступив в театре «Джойс» в Нью-Йорке.
С 2002 года труппой руководит хореограф Марк Болдуин.
Осенью 2013 года компания, сократившая своё названия до лаконичного «Рамбер», вместе со всеми своими службами переехала в новое здание, построенное специально для неё в лондонском районе Саут-Банк. Официальное открытие новой сцены театра состоялось 21 марта 2014 года в присутствии королевы Великобритании Елизаветы II и её супруга, герцога Эдинбургского.

## Репертуар
В репертуаре труппы — произведения Ханса ван Манена, Иржи Килиана, Мерса Каннингема, Майкла Кларка, Уэйна Макгрегора и других хореографов, работающих в жанре современного танца.

## Руководство
- 1926—1970 — Мари Рамбер
- 1970—1974 — Норман Моррис
- 1974—1980 — Джон Чесворт (John Chesworth)
- 1981—1986 — Роберт Норт
- 1986—1994 — Ричард Олстон[англ.]
- 1994—2002 — Кристофер Брюс[англ.]
- С 2002 — Марк Болдуин[англ.]

## Школа Рамбер
Танцевальная школа-студия Мари Рамбер, на основе которой возникла компания, с годами претерпевала различные организационные изменения:  она отделилась от компании, то закрывалась, то открывалась вновь, то сливалась с другими учебными заведениями — всего существовало три балетные школы Рамбер с разными организационно-правовыми формами. Существующая в настоящее время «Школа балета и современного танца Рамбер»(Rambert School of Ballet and Contemporary Dance) возникла в 2001 году как часть Института высшего образования Западного Лондона. В 2003 году, когда институт окончательно вошёл в состав Университета Брунеля, школа стала независимой и с тех пор существует самостоятельно.
Сотрудничает с Консерваторией танца и драматического театра, позволяя своим студентам получать высшее образование. Является одной из наиболее престижных школ современного танца в мире. Находится в лондонском предместье Твикенхэм.